# Макун, Жан
Жан II Маку́н (фр. Jean II Makoun; произносится [ʒɑ̃ dø mɑkun]; род. 29 мая 1983, Яунде, Камерун) — камерунский футболист, полузащитник. Выступал за сборную Камеруна.

## Биография
Начинал карьеру в Камеруне, играл в «Котон Спорт», «Жёнесс Стар» и «Тоннер».
В 2001 году перешёл во французский «Лилль», первые два года выступал за вторую команду. В составе которой провёл 33 матча и забил 9 мячей. Макун сыграл свой первый матч в чемпионате Франции, 2 ноября 2002 года, в матче против «Бастии». В 2004 году «Лилль» стал победителем Кубка Интертото и получил право участвовать в Кубке УЕФА. В апреле 2006 года появилась информация о переходе Макуна в «Манчестер Юнайтед». В конце мая 2007 года Макун продил контракт с «Лиллем» до 2011 года.
16 июня 2008 года Макун подписал четырехлетний контракт с клубом «Олимпик Лион», клуб за него заплатил 14 миллионов евро. В команде он взял номер 17, который раньше был закреплён за камерунцем Марком-Вивьеном Фоэ, который скончался во время полуфинального матча на Кубок конфедераций 2003: Макун убедил клуб, что будет играть под этим номером «в память о Марке и во имя всего славного Камеруна». Главным тренером «Олимпика» через два дня стал Клод Пюэль, который до этого работал с Макуном в «Лилле». Макун также мог перейти в лондонский «Арсенал», «Тоттенхэм Хотспур», «Манчестер Юнайтед», туринский «Ювентус» и донецкий «Шахтёр», который предлагал 20 миллионов евро за Макуна. Его агентом в это время был Жан-Кристоф Тувенель.
2 августа 2008 года в матче за Суперкубок Франции против «Бордо» Жан Макун отыграл всю игру. Встреча закончилась победой «Бордо» (0:0 основное время и 4:5 по пенальти). 16 февраля 2010 года в матче 1/8 финала Лиги чемпионов против команды «Реал Мадрид» (1:0), Макун забил единственный гол в игре на 47 минуте в ворота Икера Касильяса ударом из-за штрафной площадки. В ответном матче «Олимпик» сыграл вничью с «Реалом» (1:1) и прошёл в следующий раунд. В апреле 2010 года получил травму паху, из-за которой не играл две недели.
В составе «Лиона» становился серебряным и дважды бронзовым призёром чемпионата Франции, сыграв за команду в 76 играх и забив 8 голов.
15 января 2011 года подписал трёхлетний контракт с «Астон Виллой». На игрока также претендовали — «Тоттенхэм Хотспур», «Манчестер Юнайтед», марсельский «Олимпик» и «Вольфсбург». В июле 2011 года на турнире Barclays Asia Trophy 2011 «Астон Вилла» дошла до финала, где уступила «Челси» (2:0).
В конце августа 2011 года перешёл на правах аренды в греческий «Олимпиакос» из города Пирей. В команде он взял 77 номер. Вместе с командой стал чемпионом Греции сезона 2011/12, Макун сыграл в 19 матчах и забил 2 гола. Также в этом сезоне «Олимпиакос» стал обладателем Кубка Греции, в финале обыграв афинский «Атромитос» (1:2). Макун на турнире сыграл в 4 поединках.
В конце августа 2012 года перешёл на правах аренды во французский «Ренн», сроком на один год с правом выкупа. В команде взял 15 номер. 20 апреля 2013 года принял участие в финальном мачте Кубка французской лиги против «Сент-Этьена», Макун отыграл всю игру. По итогам встречи «Ренн» уступил (1:0). По окончании сезона «Ренн» выкупил контракт Макуна за 3 миллиона евро. В сезоне 2013/14 «Ренн» дошёл до финала Кубка Франции, где уступил «Генгаму» (0:2).

### Карьера в сборной
В национальной сборной Камеруна играет с 2003 года. Выступал на Кубке африканских наций в 2004, 2006, 2008 и 2010. Участник чемпионата мира 2010 в Южно-Африканской Республике. В начале июня 2014 года главный тренер сборной Камеруна Фолькер Финке назвал Макуна в числе тех футболистов, которые будут участвовать на чемпионате мира 2014 в Бразилии.
Всего за сборную Камеруна провёл 66 матчей и забил 5 мячей.

## Достижения
«Лилль»
- Серебряный призёр чемпионата Франции (1): 2004/05
- Бронзовый призёр чемпионата Франции (1): 2005/06
- Победитель Кубка Интертото (1): 2004

«Олимпик Лион»
- Серебряный призёр чемпионата Франции (1): 2009/10
- Бронзовый призёр чемпионата Франции (2): 2008/09, 2010/11

«Олимпиакос» (Пирей)
- Чемпион Греции (1): 2011/12
- Обладатель Кубка Греции (1): 2011/12

«Ренн»
- Финалист Кубка французской лиги (1): 2012/13
- Финалист Кубка Франции (1): 2013/14

Камерун
- Серебряный призёр Кубка африканский наций (1): 2008